# Armin Mujakic
Armin Mujakic (Wenen, 7 maart 1995) is een Bosnisch-Oostenrijks voetballer die als spits speelde voor Lommel SK.

## Clubcarrière

##### Rapid Wien
Mujakic begon met voetballen bij SR Donaufeld Wien. Na 2 jaar voor Donaufeld gespeeld te hebben merkte Rapid Wien hem op. Hij mocht namelijk voor hen komen spelen, dit deed hij ook. Mujakic doorliep alle jeugdniveaus bij Rapid Wien. Hij debuteerde in april 2015 voor hen in de A-kern, toen hij 3 minuten voor tijd in de 4-1 gewonnen thuismatch tegen Wolfsberger AC mocht invallen. Uiteindelijk speelde hij nog tot 2018 voor Rapid Wien, een vaste waarde werd hij hier echter nooit. 

##### Atrimos
In de zomer van 2018 vertrok Mujakic bij zijn stadsploeg, hij vertrok als 23-jarige naar Griekenland, Athene om precies te zijn. Waar hij een contract kreeg dat liep tot juni 2020. Hier was hij meestal titularis, maar van een echte sterkhouder viel niet te spreken. Zijn contract werd op 20 augustus beëindigd. 

##### Lommel SK
14 dagen later had hij zijn nieuwe club gevonden, die onder de naam Lommel SK ging, hij arriveerde hier pas op 4 september, waardoor hij de gehele voorbereiding en het seizoensbegin had gemist. Mujakic speelde maar 5 wedstrijden bij de Belgische Tweedeklasser. Op 13 december werd zijn contract na onderling overleg met de club beëindigd. Mujakic had in december al meer dan 2 maanden niet meer bij de selectie gezeten, een van de redenen hiervoor was de trainerswissel.
1 Fiermarín ·
3 Lemoine ·
4 Wuytens ·
5 Kis ·
6 Neven  ·
7 Henkens ·
8 Rosa ·
9 Saito ·
10 Agyepong ·
11 Kadiri ·
12 Lambrix ·
14 Tolinsson ·
16 Verschueren ·
17 Belghali ·
18 Þórðarson ·
19 Arzani ·
20 De Busser ·
21 Troonbeeckx ·
22 Kabongo ·
23 Vandersmissen ·
24 Boussouf ·
25 Aminu ·
27 Caio Roque ·
28 Anello ·
29 Aguilar ·
32 Talvitie ·
Coach: Van der Veen